# Hoymille
Hoymille – miejscowość i gmina we Francji, w regionie Hauts-de-France, w departamencie Nord.
Według danych na rok 1990 gminę zamieszkiwało 3256 osób, a gęstość zaludnienia wynosiła 589 osób/km² (wśród 1549 gmin regionu Nord-Pas-de-Calais Hoymille plasuje się na 268. miejscu pod względem liczby ludności, natomiast pod względem powierzchni na miejscu 633.).